# Bruno Poucan
Bruno Poucan, né le 31 juillet 1966 à Blois, est un footballeur français reconverti entraîneur.

## Biographie
Le 9 mai 1989, en quart de finale aller de la Coupe de France 1988-1989 sous les couleurs de l'US Orléans, Bruno Poucan fait partie de l'équipe qui obtient un match nul 3-3 au stade Louis-II de l'AS Monaco, après une défaite 3-1 à l'aller. Poucan marque à la 33e minute et porte alors le score à 2-0 pour les visiteurs, alors qualifiés, mais qui sont ensuite rejoint,.
Après sa carrière professionnelle, Bruno Poucan retourne à l'AAJ Blois avant de rejoindre l'AS Montlouis jusqu'en 2004 où il devient entraîneur-joueur de l'équipe première du Loches AC pendant quatre saisons,.